# سيه سوك (زاز الشرقي)
سيه سوك (بالفارسية: سه سوک) هي قرية تقع في إيران في قسم زاز الشرقي الریفي. يقدر عدد سكانها بـ 92 نسمة بحسب إحصاء 2016.